# Fritz Hallberg
Fritz Harald Hallberg (i riksdagen kallad Hallberg i Malmö), född 11 februari 1851 i Vellinge församling, Malmöhus län, död 9 mars 1927 i Malmö S:t Petri församling, var en svensk jurist och politiker.
Hallberg blev student vid Lunds universitet 1871 och avlade hovrättsexamen där 1875. Han blev auskultant i Hovrätten över Skåne och Blekinge samma år, extra ordinarie notarie i Göta hovrätt 1877 och vice häradshövding 1878. Hallberg var stadsnotarie i Malmö 1879–1891, blev extra länsnotarie i Malmöhus län 1879, ordinarie 1884. Han blev kronofogde i Frosta och Färs häraders fögderi 1891 och var landssekreterare i Malmöhus län 1893–1922.
Hallberg blev ordförande i Malmöhus läns veterinärstyrelse 1902, ordförande i styrelsen för Malmö tekniska elementarskola och inspektor vid Högre allmänna läroverket i Malmö 1907 och var vice ordförande i styrelsen för Malmö museum 1914–1927.
Hallberg var ledamot av riksdagens första kammare 1911–1916, där han tillhörde Första kammarens moderata parti 1911 och Nationella partiet 1912–1916. Han var ledamot av kommittén angående normalpapper för statligt bruk 1900–1901, dikningslagskommittén (1911–1915, ordförande) och kommittén angående fattigvårdskonvention 1914.
Fritz Hallberg är begravd på Sankt Pauli norra kyrkogård i Malmö.